# نولاترکسید
نولاترکسید (به انگلیسی: Nolatrexed) با فرمول شیمیایی C۱۴H۱۲N۴OS یک ترکیب شیمیایی با شناسه پاب‌کم ۱۰۸۱۸۹ است. که جرم مولی آن ۲۸۴٫۳۴ g/mol می‌باشد. 